# Chicourt
Ne doit pas être confondu avec Achicourt.
Chicourt est une commune française située dans le département de la Moselle, en région Grand Est.

## Géographie
| Lucy    |                 | Lesse            |
| Frémery | Chicourt        | Villers-sur-Nied |
| Oron    | Château-Bréhain | Brehain          |

Le territoire communal est délimité au sud par la Nied française.

### Hydrographie
La commune est située dans le bassin versant du Rhin au sein du bassin Rhin-Meuse. Elle est drainée par la Nied, le ruisseau de St-Vendelin et le ruisseau la Brique.
La Nied, d'une longueur totale de 96,7 km, prend sa source dans la commune de Marthille, traverse 47 communes françaises, puis poursuit son cours en Allemagne où elle se jette dans la Sarre.

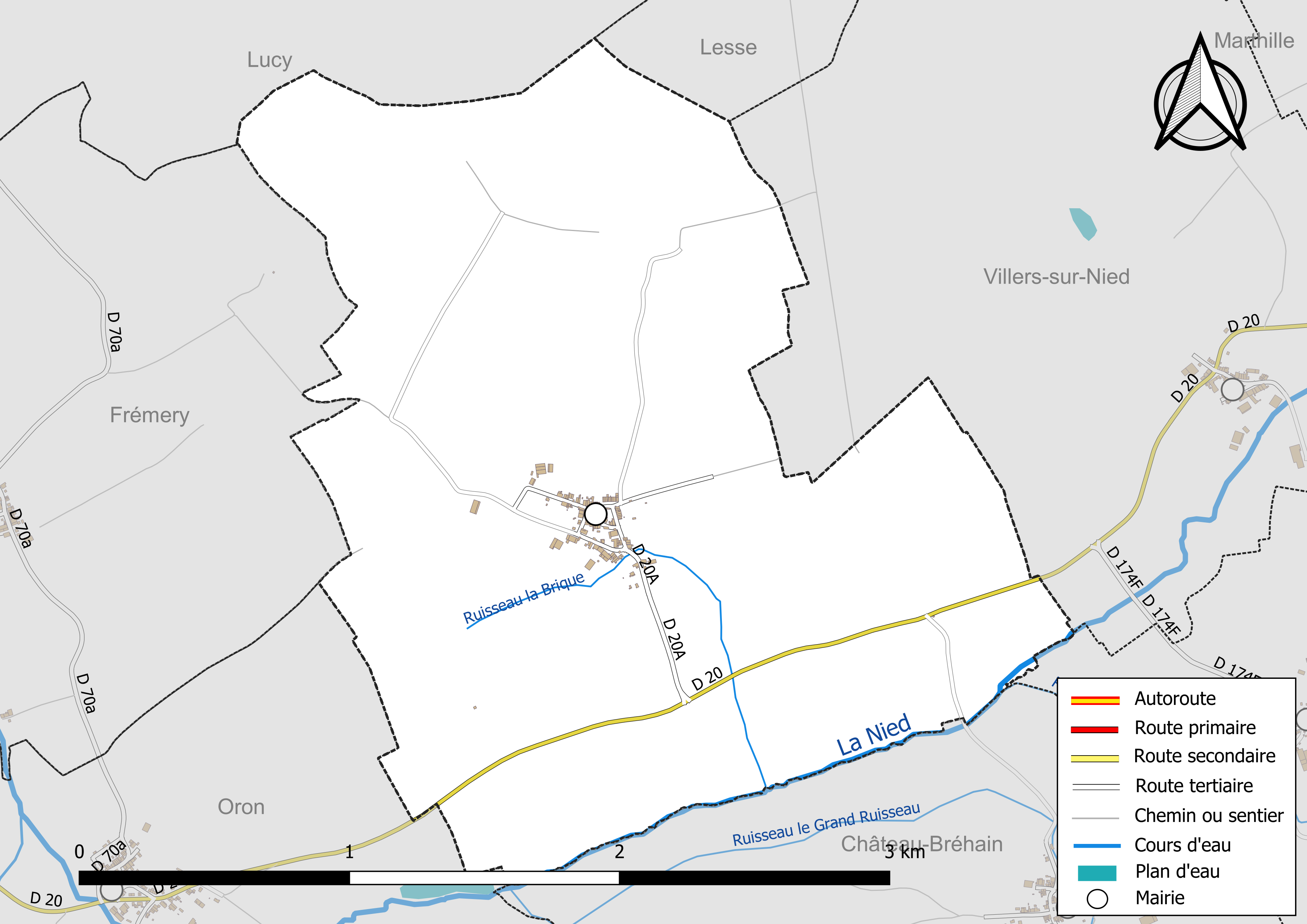
Réseaux hydrographique et routier de Chicourt.

La qualité des eaux des principaux cours d’eau de la commune, notamment de la Nied, peut être consultée sur un site spécial géré par les agences de l’eau et l’Agence française pour la biodiversité.

### Climat
Pour des articles plus généraux, voir Climat du Grand Est et Climat de la Moselle.
En 2010, le climat de la commune est de type climat océanique dégradé des plaines du Centre et du Nord, selon une étude du Centre national de la recherche scientifique s'appuyant sur une série de données couvrant la période 1971-2000. En 2020, Météo-France publie une typologie des climats de la France métropolitaine dans laquelle la commune est exposée à un climat semi-continental et est dans la région climatique  Lorraine, plateau de Langres, Morvan, caractérisée par un hiver rude (1,5 °C), des vents modérés et des brouillards fréquents en automne et hiver. 
Pour la période 1971-2000, la température annuelle moyenne est de 9,7 °C, avec une amplitude thermique annuelle de 16,9 °C. Le cumul annuel moyen de précipitations est de 792 mm, avec 11,6 jours de précipitations en janvier et 9,3 jours en juillet. Pour la période 1991-2020, la température moyenne annuelle observée sur la station météorologique de Météo-France la plus proche, « Lesse_sapc », sur la commune de Lesse à 5 km à vol d'oiseau, est de 10,7 °C et le cumul annuel moyen de précipitations est de 694,0 mm. 
La température maximale relevée sur cette station est de 40 °C, atteinte le 25 juillet 2019 ; la température minimale est de −20,7 °C, atteinte le 20 décembre 2009,,. 
Les paramètres climatiques de la commune ont été estimés pour le milieu du siècle (2041-2070) selon différents scénarios d'émission de gaz à effet de serre à partir des nouvelles projections climatiques de référence DRIAS-2020. Ils sont consultables sur un site spécial publié par Météo-France en novembre 2022.

## Urbanisme

### Typologie
Au 1er janvier 2024, Chicourt est catégorisée commune rurale à habitat dispersé, selon la nouvelle grille communale de densité à sept niveaux définie par l'Insee en 2022.
Elle est située hors unité urbaine et hors attraction des villes,.

### Occupation des sols
L'occupation des sols de la commune, telle qu'elle ressort de la base de données européenne d’occupation biophysique des sols Corine Land Cover (CLC), est marquée par l'importance des territoires agricoles (88,4 % en 2018), une proportion identique à celle de 1990 (88,4 %). La répartition détaillée en 2018 est la suivante : 
terres arables (60 %), prairies (28,4 %), forêts (11,6 %). L'évolution de l’occupation des sols de la commune et de ses infrastructures peut être observée sur les différentes représentations cartographiques du territoire : la carte de Cassini (XVIIIe siècle), la carte d'état-major (1820-1866) et les cartes ou photos aériennes de l'IGN pour la période actuelle (1950 à aujourd'hui).

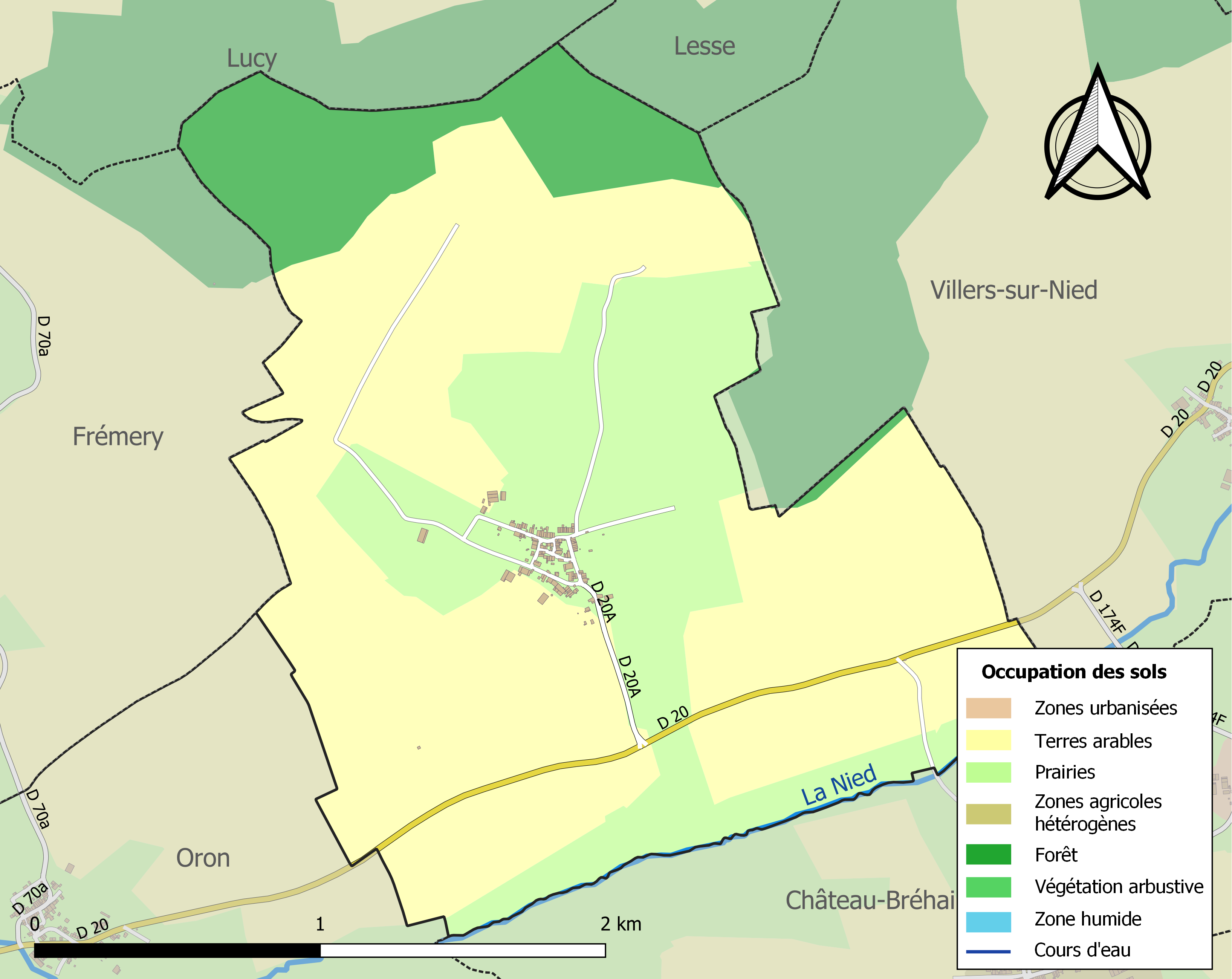
Carte des infrastructures et de l'occupation des sols de la commune en 2018 (CLC).

## Toponymie
- Diekesinga (1121 et 1180)[14], Diekesingen (1121), Cheecourt (1296), Chiecourt (1337), Chiefcourt (1375), Chiecourt (1476).
- anciennement Tichecort : Tiche- (allemand) + -cort (court).
- Diexingen de 1915 à 1918 (annexion), Dixingen de 1940 à 1944 (occupation).

## Histoire
Village du Saulnois. Le fief de Chicourt relevait de la châtellenie d'Amance. Ancien bien du prieuré de Saint-Nicolas-de-Port.
Ce village date d'une époque assez éloignée : en 1335 il fut engagé par Adémar, évêque de  Metz, avec plusieurs autres localités, à Pierre de Bar, sieur de Pierrefort.
Il dépendait en 1594 de la prévôté d'Amance dans le bailliage de Nancy ; puis à partir de 1751 du bailliage de Château-Salins sous la coutume de lorraine.
De 1790 à 2015, Chicourt était une commune de l'ex-canton de Delme.

## Politique et administration
| Période                                  | Période   | Identité        | Étiquette | Qualité |
| ---------------------------------------- | --------- | --------------- | --------- | ------- |
| Les données manquantes sont à compléter. |           |                 |           |         |
| 1967                                     | mars 2001 | Fernand Rosier  |           |         |
| mars 2001                                | ?         | Alain Leclech   |           |         |
| mai 2020                                 | En cours  | Yves Barthelemy |           |         |

## Démographie
L'évolution du nombre d'habitants est connue à travers les recensements de la population effectués dans la commune depuis 1793. Pour les communes de moins de 10 000 habitants, une enquête de recensement portant sur toute la population est réalisée tous les cinq ans, les populations de référence des années intermédiaires étant quant à elles estimées par interpolation ou extrapolation. Pour la commune, le premier recensement exhaustif entrant dans le cadre du nouveau dispositif a été réalisé en 2005.

En 2022, la commune comptait 89 habitants, en évolution de −6,32 % par rapport à 2016 (Moselle : +0,52 %, France hors Mayotte : +2,11 %).
| 1793 | 1800 | 1806 | 1821 | 1831 | 1836 | 1841 | 1846 | 1851 |
| ---- | ---- | ---- | ---- | ---- | ---- | ---- | ---- | ---- |
| 233  | 262  | 260  | 353  | 366  | 345  | 353  | 350  | 331  |

| 1856 | 1861 | 1871 | 1875 | 1880 | 1885 | 1890 | 1895 | 1900 |
| ---- | ---- | ---- | ---- | ---- | ---- | ---- | ---- | ---- |
| 322  | 308  | 290  | 289  | 289  | 287  | 267  | 237  | 230  |

| 1905 | 1910 | 1921 | 1926 | 1931 | 1936 | 1946 | 1954 | 1962 |
| ---- | ---- | ---- | ---- | ---- | ---- | ---- | ---- | ---- |
| 233  | 233  | 171  | 155  | 153  | 139  | 129  | 136  | 116  |

| 1968 | 1975 | 1982 | 1990 | 1999 | 2005 | 2006 | 2010 | 2015 |
| ---- | ---- | ---- | ---- | ---- | ---- | ---- | ---- | ---- |
| 115  | 117  | 109  | 102  | 98   | 100  | 101  | 87   | 95   |

| 2020 | 2022 | - | - | - | - | - | - | - |
| ---- | ---- | - | - | - | - | - | - | - |
| 89   | 89   | - | - | - | - | - | - | - |

## Culture locale et patrimoine

### Héraldique
| Blason de Chicourt | Blason  | De gueules à l'écusson d'argent accompagné de trois besants d'or. |
| Blason de Chicourt | Détails |                                                                   |

### Lieux et monuments

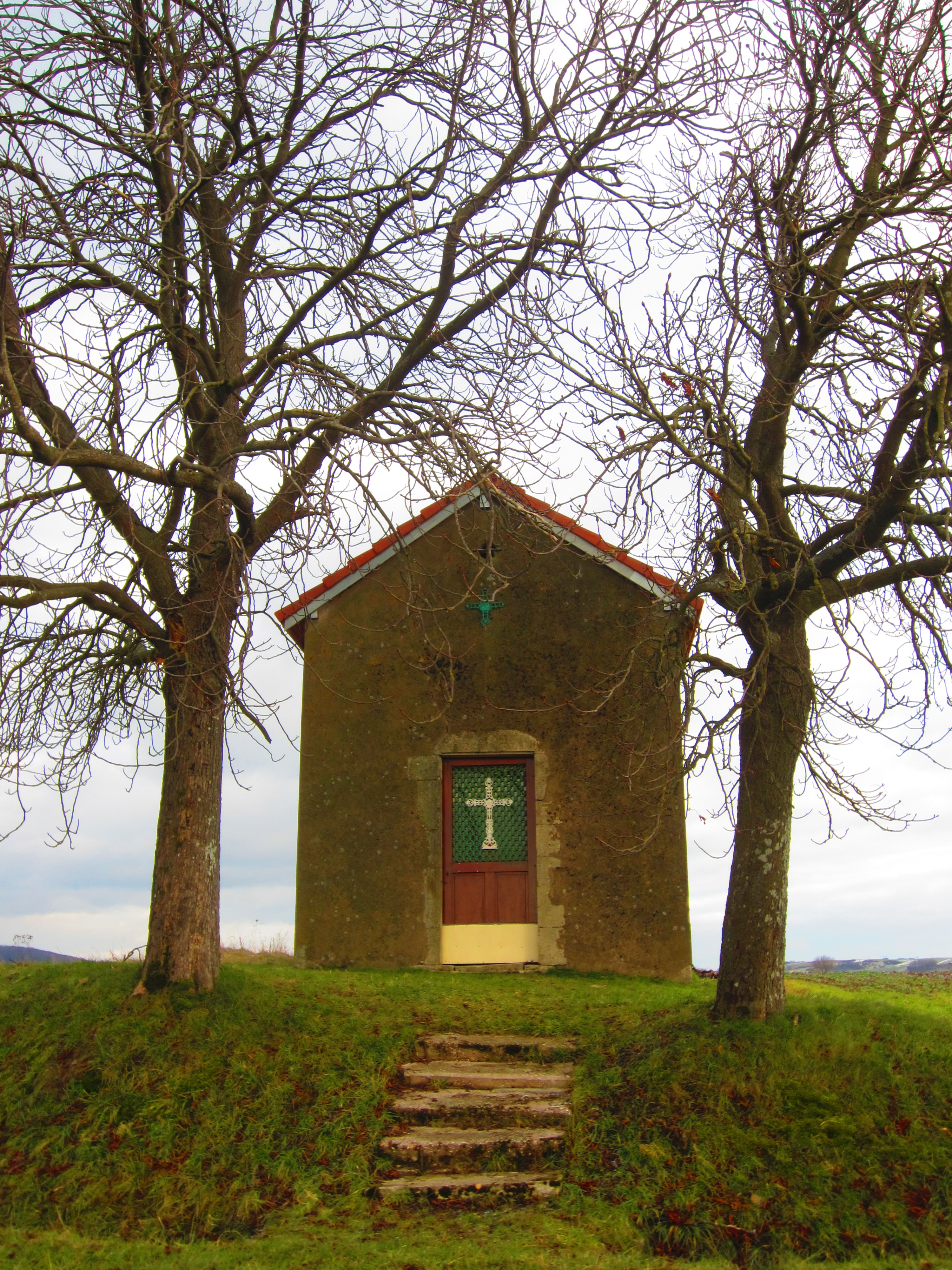
La chapelle Notre-Dame de Neufchère.

- Église Saint-Nicolas (1831).
- Chapelle Notre-Dame de Neufchère.